# Fintan (mythologie celtique)
 (signalé en juin 2025).
Si vous disposez d'ouvrages ou d'articles de référence ou si vous connaissez des sites web de qualité traitant du thème abordé ici, merci de compléter l'article en donnant les références utiles à sa vérifiabilité et en les liant à la section « Notes et références ».
- Archive Wikiwix
- Bing
- Cairn
- DuckDuckGo
- E. Universalis
- Gallica
- Google
- G. Books
- G. News
- G. Scholar
- Persée
- Qwant
- (zh) Baidu
- (ru) Yandex
- (wd) trouver des œuvres sur Wikidata

Pour les articles homonymes, voir Fintan.
Fintan mac Bóchra, dans la mythologie celtique irlandaise, est un druide primordial, dont l’origine du nom, Uindo-teno, a le sens de « feu-blanc » (en référence au feu primordial (tepno) et à l’âge des druides les plus éminents (Uindo). Il est associé à l’épopée du peuple de Cesair. Après le Déluge, il subit diverses métamorphoses animales qui doivent lui permettre de traverser les millénaires, pour transmettre sa science et son histoire aux Irlandais.

## Mythologie
Quand Noé prépare l’Arche avant que le Déluge submerge la terre, Cesair prend le commandement d’une troupe de cinquante femmes, accompagnées de trois hommes : son père Bith, Ladra et Fintan. Ils embarquent pour une navigation de sept ans qui va les mener en Irlande. Les trois hommes épousent toutes les femmes, dix-sept pour Bith, seize pour Ladra, les dix-sept femmes de Fintan sont Cesair, Lot, Luam, Mall, Mar, Froechar, Femar, Faible, Foroll, Cipir, Torrian, Tamall, Tam, Abba, Alla, Baichne, Sille et Ebliu. De toutes ces unions, il n’a qu’un fils, Illann. À la mort de Ladra, puis celle de Bith, il épouse leurs veuves.
Lorsque le Déluge inonde l’Irlande, tous les membres du peuple de Cesair périssent noyés, à l’exception de Fintan qui se transforme en saumon. Il reste ainsi une année entière sous l’eau, ayant établi sa résidence dans une grotte. Il survit pendant 5 500 ans, en se transformant en aigle, en faucon, pour finalement reprendre forme humaine. Il devient alors le conseiller du Ard ri Érenn (roi suprême d’Irlande). Lors de la Cath Maighe Tuireadh (première Bataille de Mag Tured), il est aux côtés du roi des Fir Bolg, Eochaid Mac Eirc, lors de l’invasion des Tuatha Dé Danann. Il quitte la vie terrestre au Ve siècle, une fois que l’Irlande est convertie au christianisme.
Dans le récit Suidugud Tellach Temra (Fondation du Domaine de Tara), c’est lui qui défend l’organisation de l’île en quatre provinces (royaumes), plus une cinquième centrale, Meath, dont la capitale est Tara, résidence des rois suprêmes.
La tradition orale du mythe de Fintan a été fortement christianisée, lors de sa retranscription, par des clercs au Moyen Âge. On y a notamment ajouté la référence au Déluge et la parenté de Cesair avec Noé. Fintan est un druide primordial et omniscient qui ne transmet son savoir que par un enseignement oral. Cette particularité de la classe sacerdotale des Celtes est confirmé par Jules César dans La Guerre des Gaules, qui note en plus, que les études druidiques pouvaient durer 20 ans.